# Thiago Simon
Thiago Teixeira Simon (Penápolis, 3 de abril de 1990) es un nadador brasileño.

## Carrera y trayectoria
En los Juegos Suramericanos de 2014, Simon ganó una medalla de plata en los 200 metros combinado, y una medalla de bronce en los 400 metros combinado.
En el Trofeo Finkel José 2014 en Guaratinguetá, Simon rompió el récord sudamericano en curso corto en los 200 metros pecho, con un tiempo de 2:04.28.
En los Juegos Panamericanos de 2015 en Toronto, Simon ganó una medalla de oro en los 200 metros pecho, con un tiempo de 2:09.82, nuevo récord de los Juegos Panamericanos. También ganó una medalla de oro en el relé 4 × 200 m libre, por participar en la calificación.
En el Campeonato Mundial de Natación de 2015, en Kazán, Simon terminó 29º en los 200 metros pecho.